# Мондрагоне
Мондрагоне (на италиански: Mondragone) е град и община на крайбрежието на Тиренско море в провинция Казерта в Кампания, Южна Италия, разположен на 45 км от Неапол.
През древността този район e населяван от аврунките. 296 пр.н.е. римляните основават близo до развалините му колония Синуеса. През 375 г. е село с името Петринум, след което е град Синуеса.
Днес в Мондрагоне се намира най-голямата българска общност на територията на провинция Казерта – над 500 души, включително български роми.